# Ramin Karimloo

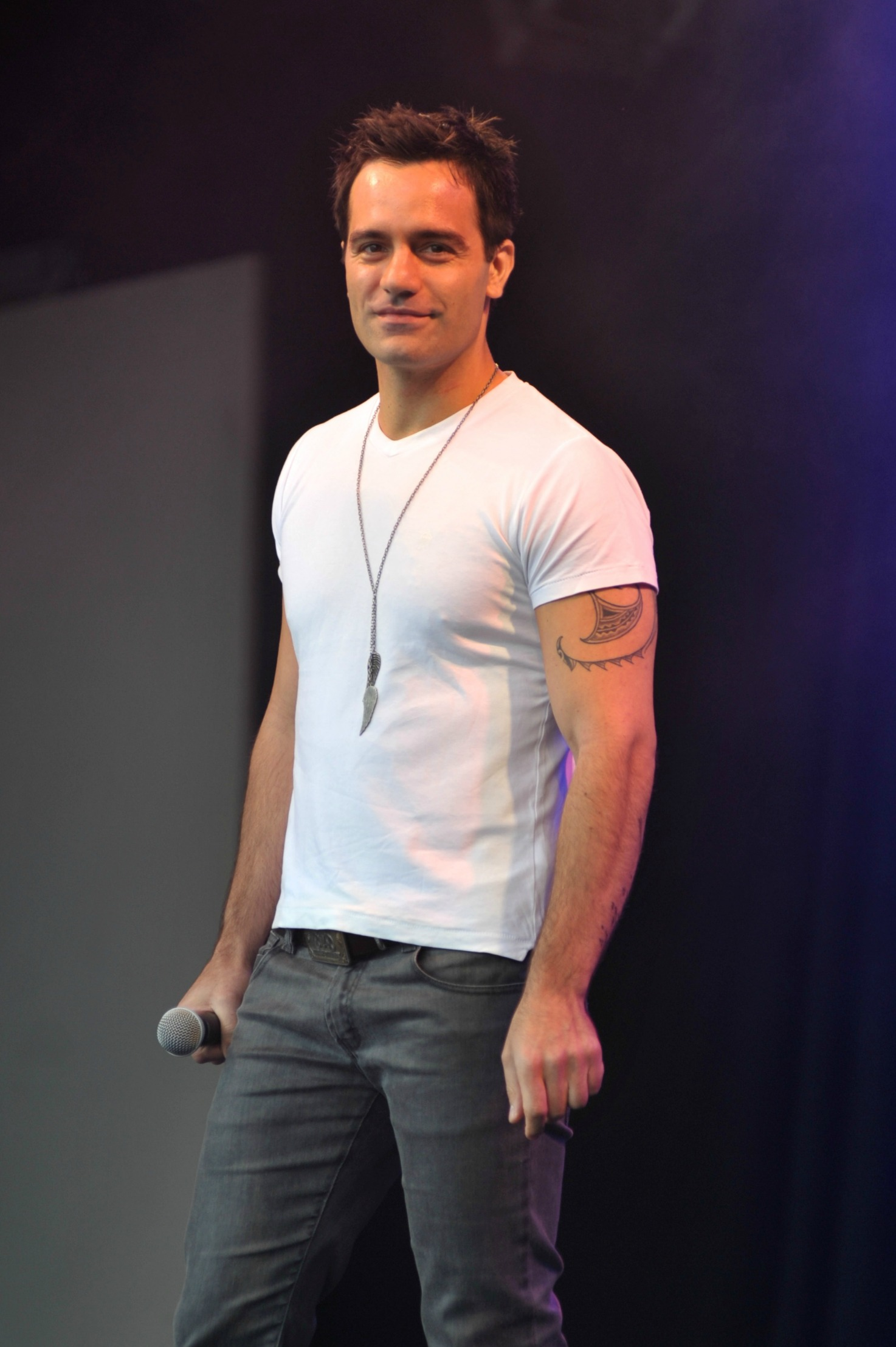
Ramin Karimloo (2011)

Ramin Karimloo (* 19. September 1978 im Iran) ist ein iranisch-kanadischer Musicaldarsteller und Sänger, der vor allem durch seine Arbeit im Londoner West End bekannt wurde. Er hatte Hauptrollen in den beiden Musicals, die dort am längsten laufen: Das Phantom der Oper und Les Misérables. Er gehört auch zur Originalbesetzung von Andrew Lloyd Webbers Liebe stirbt nie.

## Karriere
Seinen Schulabschluss machte Ramin Karimloo an der Alexander Mackenzie High School im kanadischen Richmond Hill. Seine Karriere als Sänger und Schauspieler begann in Rockbands und verschiedenen Theaterprojekten; später trat er auch in Theatergruppen auf.
Nachdem er nach England gezogen war, erhielt er seine erste Rolle in einer Pantomime-Version von Aladdin in Chatham. Im Jahr 2001 wirkte er an einer britischen Tournee von The Pirates of Penzance mit, bei der er die Rolle des Piratenkönigs spielte, obwohl er zu Beginn nur die Zweitbesetzung gewesen war.
Im Jahr 2002 war Karimloo Mitglied eines Ensembles von Sunset Boulevard, wo er Artie Green spielte und auch die Rolle des Joe Gillis bekleidete. Les Misérables war sein Debüt am West End Theatre in London; er spielte Feuilly und war Ersatzbesetzung für die Rollen des Marius und des Enjolras.
Danach übernahm Karimloo die Rolle des Raoul in Das Phantom der Oper. Seine letzte Matineevorstellung wurde gefilmt und als Extra auf der DVD von Joel Schumachers Film Das Phantom der Oper verwendet. Er hatte in dem Film ebenfalls einen Cameo als Gustave Daaé, Christines Vater.
Zeitgleich erschien Karimloo auch in zwei Konzerten von Les Misérables (als Marius) und in einem Konzert von Jesus Christ Superstar (als Simon Zelotes). 2004 kehrte er vorläufig zu Les Misérables zurück, diesmal in der Rolle des Enjolras. Im Dezember dieses Jahres erschien er in einem Konzert von Les Misérables auf Windsor Castle zu Ehren des französischen Präsidenten Jacques Chirac. Er spielte auch Marius, ebenfalls im Jahr 2004, auf Powderham Castle.
Im Juni 2005 ging Karimloo mit Miss Saigon auf Tournee, hier in der Rolle des Christopher Scott. Im September 2007 kehrte er mit Das Phantom der Oper an das Londoner West End zurück, diesmal als Phantom.
Karimloo brachte auch eine EP heraus, Within the Six Square Inch, auf der er mit Hadley Fraser und Sophia Ragavelas gemeinsam singt. Mit beiden hatte er zuvor schon in Les Misérables gespielt.
Im Jahr 2008 nahm Karimloo ein Lied, I Only Wish for You, gemeinsam mit Shona Lindsay und Dianne Pilkington, auf, das auf der CD Songs from the Musicals of Alexander S. Bermange erschien.
2009 war er an der Aufnahme des Musicals Bluebird von Gareth Peter Dicks beteiligt, das im Zweiten Weltkrieg spielt. Karimloo sang darin den US-Soldaten Ben Breagan.
Karimloos letzte reguläre Vorstellung in Das Phantom der Oper fand am 7. November 2009 statt. Danach spielte er das Phantom in Andrew Lloyd Webbers eigener Fortsetzung Liebe stirbt nie neben Sierra Boggess, bis die Produktion am 27. August 2011 endete.
Am 3. Oktober 2010 spielte Karimloo die Rolle des Enjolras im Jubiläumskonzert zum 25. Geburtstag von Les Misérables in The O2 in London. Am 1. und 2. Oktober 2011 trat er erneut als Phantom an der Seite von Liebe-stirbt-nie-Co-Star Boggess (Christine Daaé) in der Jubiläumsaufführung von Das Phantom der Oper in der Royal Albert Hall auf. Beide Inszenierungen sind auf DVD erschienen.
Vom 29. November 2011 bis zum 31. März 2012 kehrte er als Jean Valjean zu Les Miserables im Londoner Queen’s Theatre zurück. Diese Rolle spielt er im Winter 2013 auch in einer Produktion des Musicals in Toronto.
Sein erstes Soloalbum Ramin wurde von Sony Music Entertainment am 9. April 2012 in Großbritannien und im August 2012 in Kanada und den USA herausgebracht.

## Preise
Von Broadwayworld.com wurde Karimloo für seine Darstellung des Phantoms in Liebe stirbt nie als „Best Actor“ ausgezeichnet. Am 7. Februar 2011 erhielt er eine Nominierung für den Laurence Olivier Award.